# طاقة الرياح في الكويت
طاقة الرياح في الكويت هي أحد مصادر توليد الطاقة الكهربائية في دولة الكويت وتقدر القدرة الإجمالية للمولدات الكهربائية التي تشغلها الرياح بنحو 10 ميغاواط عام 2017، ويتواجد حاليا مزرعة رياح واحدة في الكويت هي محطة الشقايا لطاقة الرياح، وتحتل الكويت المرتبة الأولى بين دول مجلس التعاون الخليجي في إنتاج الطاقة في الرياح.